# 关屯乡
关屯乡，是中华人民共和国安徽省阜阳市颍上县下辖的一个乡镇级行政单位。

## 行政区划
关屯乡下辖以下地区：
凡庄村、关屯村、董郢村、连台村、凌圩村、古城村和三里村。